# Collina di Superga
Collina di Superga este o arie protejată (arie specială de conservare — SAC, sit de importanță comunitară — SCI) din Italia întinsă pe o suprafață de 747 ha, integral pe uscat.

## Localizare
Centrul sitului Collina di Superga este situat la coordonatele 45°04′11″N 7°46′14″E / 45.0697°N 7.7706°E.

## Înființare
Situl Collina di Superga a fost declarat sit de importanță comunitară în septembrie 1995 pentru a proteja 7 specii de animale. Situl a fost protejat și ca arie specială de conservare în iulie 2016.

## Biodiversitate
Situată în ecoregiunea continentală, aria protejată conține 7 habitate naturale: Pajiști uscate seminaturale și facies de acoperire cu tufișuri pe substraturi calcaroase (Festuco-Brometalia) (* situri importante pentru orhidee), Păduri de stejar sau de stejar și carpen sub-atlantice și medio-europene de Carpinion betuli, Liziere de ierburi înalte hidrofile de câmpie și de nivel montan până la alpin, Păduri pe pante, grohotișuri și ravene de Tilio-Acerion, Păduri aluvionare cu Alnus glutinosa și Fraxinus excelsior (Alno-Padion, Alnion incanae, Salicion albae), Păduri de Castanea sativa, Fânețe de joasă altitudine (Alopecurus pratensis, Sanguisorba officinalis).
La baza desemnării sitului se află mai multe specii protejate:
- păsări (5): ciocănitoare neagră (Dryocopus martius), gaia neagră (Milvus migrans), viespar (Pernis apivorus), codroșul de pădure (Phoenicurus phoenicurus), pupăză (Upupa epops)
- nevertebrate (2): Euplagia quadripunctaria, rădașcă (Lucanus cervus)

Pe lângă speciile protejate, pe teritoriul sitului au mai fost identificate 21 de specii de plante, 7 specii de păsări, 6 specii de amfibieni, 10 specii de mamifere, 8 specii de nevertebrate, 5 specii de reptile.